# Гостилицкий (мемориал)
Гостилицкий — мемориал, входящий в Зелёный пояс Славы. Расположен на 23 км Гостилицкого шоссе в деревне Гостилицы.

## История
Сооружён в 1967 году трудящимися Куйбышевского района Ленинграда в деревне Гостилицы.
Авторы проекта: архитектор А. И. Лапиров, скульптор Г. П. Якимова.
К 70-летнему юбилею Победы в 2015 году мемориал полностью отреставрирован, восстановлены памятные надписи с именами погибших героев. Реставрационные работы выполнялись известной петербургской компанией ООО «НПиПО Союзстройреставрация».

## Описание
8-метровый обелиск из гранита установлен в память о подвигах советских воинов в Великой Отечественной войне.
Памятник установлен на братской могиле 3185 советских воинов, четверо из которых Герои Советского Союза:
- Пальчиков, Сергей Прокофьевич
- Рытов, Николай Александрович
- Скуридин, Иван Куприянович
- Спирин, Александр Иванович

## Фото
- Мемориальная доска. Обелиск. До реставрации
- Могила героев. До реставрации